# Diogo Costa (regatista)
Diogo Eurico Vaz Bacelar Fonseca Costa (Oporto, 23 de agosto de 1997) es un deportista portugués que compite en vela en la clase 470.
Ganó una medalla de plata en el Campeonato Mundial de 470 de 2021 y una medalla de plata en el Campeonato Europeo de 470 de 2024.

## Palmarés internacional
| \| Campeonato Mundial \| Campeonato Mundial \| Campeonato Mundial \| Campeonato Mundial \| \| Año \| Lugar \| Medalla \| Clase \| \| ------------------ \| -------------------- \| ------------------ \| ------------------ \| \| 2021 \| Vilamoura (Portugal) \| Medalla de plata \| 470 \| \| Campeonato Europeo \| \| \| \| \| Año \| Lugar \| Medalla \| Clase \| \| 2024 \| Cannes (Francia) \| Medalla de plata \| 470 mixto \| |                      |                  |           |
| Campeonato Mundial |                      |                  |           |
| Año | Lugar                | Medalla          | Clase     |
| 2021 | Vilamoura (Portugal) | Medalla de plata | 470       |
| Campeonato Europeo |                      |                  |           |
| Año | Lugar                | Medalla          | Clase     |
| 2024 | Cannes (Francia)     | Medalla de plata | 470 mixto |